# Wang (anatomie)

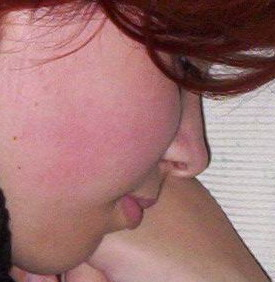
Wang van een meisje

De wangen (Latijn: buccae) zijn de vlezige gedeelten aan weerszijden van het gelaat onder de ogen en tussen de neus en oren. Delen van het gelaat met betrekking tot de wang worden ook wel buccaal genoemd.

## Bijbel
Het lichaamsdeel komt in het Nieuwe Testament van de Bijbel voor wanneer Jezus spreekt over het liefhebben van je vijanden. In het Bijbelboek Lucas zegt Jezus Christus tegen zijn volgelingen: "Als iemand je op de wang slaat, bied hem dan ook de andere wang aan, en weiger iemand die je je bovenkleed afneemt niet ook je onderkleed".